# Mistrzostwa Polski w Boksie 2020
Mistrzostwa Polski w Boksie Mężczyzn 2020 – 91. edycja mistrzostw, która odbyła się w dniach 15-20 listopada 2020 roku w Wałczu.

## Medaliści
| Kategoria:         | Złoto:                                 | Srebro:                                        | Brąz:                                                                                |
| waga do 52 kg      | Jakub Słomiński (Wda Świecie)          | Damian Nicpoń (Jawor Team Jaworzno)            | Dawid Tomczak (Polonia 1912 Leszno) Maciej Jewdokin (Legia Warszawa)                 |
| waga do 57 kg      | Jarosław Iwanow (TS "Wisła" Kraków)    | Paweł Brach (Radomiak Radom)                   | Sebastian Ptak (Morsy Dębica) Konrad Czajkowski (Energetyka Lubin)                   |
| waga do 63 kg      | Damian Durkacz (Concordia Knurów)      | Mateusz Wojtasiński (Adrenalina Wrocław)       | Mateusz Polski (KB Karlino) Filip Szpakowicz (Skorpion Szczecin)                     |
| waga do 69 kg      | Dominik Kida (Wisłok Rzeszów)          | Karol Ławawa (Sporty Walki Gostyń)             | Łukasz Syguła (Sako Gdańsk) Michał Jarliński (Champion Włocławek)                    |
| waga do 75 kg      | Bartosz Gołębiewski (Rushh Kielce)     | Mateusz Goiński (Zagłębie Konin)               | Aleksander Bereżewski (Red Gloves Warszawa) Rafał Perczyński (Sako Gdańsk)           |
| waga do 81 kg      | Daniel Adamiec (Rushh Kielce)          | Wiktor Szadkowskii (Stara Szkoła Boksu Lublin) | Piotr Szczukowski (SAKO Gdańsk) Jan Lauk (Shark Łódź)                                |
| waga do 91 kg      | Mateusz Bereźnicki (Skorpion Szczecin) | Tomasz Niedźwiecki (Rushh Kielce)              | Mateusz Kubiszyn (Stal Rzeszów) Konrad Kaczmarkiewicz (Skorpion Szczecin)            |
| waga powyżej 91 kg | Oskar Safaryan (Concordia Knurów)      | Damian Knyba (Astoria Bydgoszcz)               | Kamil Przychodzki (Legia Fight Club Warszawa) Adam Kulik (Stara Szkoła Boksu Lublin) |